# Athripsodes corniculans
Athripsodes corniculans is een schietmot uit de familie Leptoceridae. De soort komt voor in het Afrotropisch gebied.